# Aeroportul Albuq
Aeroportul Albuq (IATA: BUK, ICAO: OYBQ) este un aeroport din Yemen.
Situat la o altitudine de 1.158 m, aeroportul dispune de o singură pistă.